# Tekniskt gymnasium
Ett tekniskt gymnasium, ofta populärt kallat Teknis, var i Sverige en gymnasieutbildning med en teoretisk, fyraårig teknisk linje som ledde till titeln gymnasieingenjör. Den ersattes med fyraårig teknisk linje i samband med införandet av 1970 års läroplan, Lgy 70. Föregångare var de tekniska läroverken.
Elevkårerna vid de tekniska läroverken bildade redan  1938 Statens Tekniska Läroverks Elevförbund (senare TLE, Tekniska Linjers Elevförbund). Organisationen arbetade ursprungligen mest med elevsocial verksamhet såsom samköp av ingenjörsringar, anordnande av skoldanser och försäljning av rabatterat skolmaterial. Organisationen utgav med start 1952 tidskriften TLE-nytt, som 1966 uppgick i tidskriften Gymnasieingenjören. TLE bytte 1972 namn till Elevförbundet och anslöt då elevkårer från alla gymnasieskolor 1982 gick Elevförbundet samman med den andra elevorganisationen SECO, Sveriges Elevers Centralorganisation, och bildade Elevorganisationen (idag Sveriges Elevkårer). 